# Луций Папирий Курсор (военный трибун)
Луций Папирий Курсор (лат. Lucius Papirius Cursor; V—IV века до н. э.) — римский политический деятель из патрицианского рода Папириев, цензор в 393 году до н. э., военный трибун с консульской властью в 387 и 385 годах до н. э.
Во время его первого трибуната не произошло ничего, кроме учреждения четырёх новых триб; во время второго трибуната был избран диктатор для войны с вольсками, латинами и герниками и для противодействия Марку Манлию.